# Clic velar
Un clic velar, o más precisamente un clic velar liberado hacia atrás o un clic uvular liberado hacia atrás, es una consonante de clic que se encuentra en uso paralingüístico en idiomas de toda África, como el wolof .   La lengua está en una posición similar a otras articulaciones de clic, como un clic alveolar, y al igual que otros clics, el mecanismo de corriente de aire es lingual . Sin embargo, a diferencia de otros clics, el sonido saliente se produce al soltar el cierre trasero (velar o uvular) de la lengua en lugar del cierre frontal. En consecuencia, el aire que llena el vacío proviene de detrás de la lengua, de la cavidad nasal y de la garganta. Los clics velares son siempre sordos y típicamente nasales ( [ʞ̃̊]</link> , [ᵑ̊ʞ]</link> o [ᶰ̥ʞ]</link> ), ya que se requiere flujo de aire nasal para una producción razonablemente alta.

## Símbolo retirado en el AFI
En 1921, la Asociación Fonética Internacional (IPA) adoptó el símbolo ⟨ ʞ ⟩ de Daniel Jones, como una K volteada, para los clics palatinos de Khoekhoe .  Jones parece haber aplicado por primera vez la etiqueta "velar" en una publicación de la IPA en 1928.  En aquel momento, se sabía poco sobre la articulación de los clics y diferentes autores utilizaban diferentes etiquetas para los mismos sonidos: Doke, por ejemplo, llamaba a los mismos clics "alveolares".  La última mención de los clics "velar" fue en los Principios de 1949. Se omitió cuando las otras tres letras de clic se trasladaron al gráfico de símbolos en 1951 y no se volvió a mencionar.
Un clic velar real, en el sentido en que se usa el término en las lenguas del sur de África, no es posible. Un clic se articula con dos cierres de la lengua o de los labios. La articulación posterior de todos los chasquidos es velar o uvular, y las familias de chasquidos dentales, alveolares, palatinos y bilabiales se definen por el cierre frontal, que se libera para provocar el influjo de aire desde la parte anterior de la boca que identifica el tipo de clic. Un cierre delantero en la región velar no dejaría espacio para la bolsa de aire que genera esa afluencia de aire. 
De 2008 a 2015, las extensiones de la IPA recogieron la letra no utilizada para marcar una articulación velodorsal en patología del habla .  Sin embargo, los clics velares son posibles en el sentido de que la secuencia de liberación de los cierres de la lengua se puede invertir: en el uso paralingüístico en idiomas como el wolof, es el cierre posterior (a menudo velar) en lugar del frontal el que se libera para producir el sonido., y a esos clics también se les ha llamado 'velar'. 
La letra IPA fue resucitada para tales sonidos y se eliminó de extIPA para evitar confusiones con ese uso.

## Producción
Lionnet describe los clics de la siguiente manera:

Como cualquier otro clic, [ʞ] se produce con una corriente de aire lingual (velárica) ingresiva: la cavidad bucal se cierra en dos lugares: en el velo y en la parte anterior de la boca. La rarefacción del aire en la cavidad intraoral se logra principalmente mediante el descenso del cuerpo de la lengua. Sin embargo, en lugar del cierre frontal, se libera el cierre velar, lo que permite que el aire entre a la boca desde la parte posterior, ya sea desde la cavidad nasal o desde la cavidad posvelar si el puerto velofaríngeo está cerrado. Lionnet/>

Los chasquidos velares se producen con los labios cerrados en aquellas lenguas que se sabe que los tienen. Por este motivo, en un principio se pensó que la articulación anterior era labial:

Este clic utiliza el mecanismo de corriente de aire ingresivo, al igual que los clics normales. La cavidad bucal está cerrada en dos lugares: los labios y el paladar o velo. La lengua actúa como un pistón, con la única diferencia del ingresivo velarico [es decir, otro] siendo los clics el camino por el que fluye el aire hacia la cavidad bucal: en los clics producidos con la boca abierta el aire entra por la boca, y en este clic entra por la cavidad nasal.

Sin embargo, el cierre labial no parece ser distintivo. Aunque no se han realizado mediciones articulatorias, parece que las dos articulaciones relevantes son dorsal y coronal: la articulación trasera parece estar en la parte frontal del velo, cerca del paladar duro (al menos en wolof y laal), y la parte delantera La articulación es dental o alveolar. Los labios están cerrados simplemente porque esa es su posición de reposo; abrir los labios no tiene ningún efecto sobre la consonante.  Es decir, la configuración de un clic velar es muy parecida a la de uno de los clics coronales, [ǀ, ǂ, ǃ]</link> , pero con los roles de los dos cierres de la lengua invertidos.
En Mundang y Kanuri, se dice que la articulación trasera es uvular y velar posterior en lugar de velar frontal. Aún no se han hecho comparaciones entre los idiomas. 

## Ocurrencia
Los clics velares paralingüísticos están atestiguados en varias lenguas de África occidental y central, desde Senegal en el oeste hasta el norte de Camerún y el sur de Chad en el este. La literatura informa al menos sobre Laal, Mambay, Mundang y Kanuri en el este, y Wolof y Mauritania Pulaar en el oeste. 
En wolof, un clic velar liberado hacia atrás varía libremente con un clic lateral o un clic alveolar . Significa "sí" cuando se usa una vez y "ya veo" o "lo entiendo" cuando se repite. También se utiliza para canalizar hacia atrás .  También en Laal se utiliza para "acuerdo fuerte" y canalización hacia atrás, y varía libremente con el clic lateral. Parece tener las mismas dos funciones en los otros idiomas. 